# (3497) Innanen
(3497) Innanen ist ein Asteroid des Hauptgürtels, der am 19. April 1941 von der finnischen Astronomin Liisi Oterma in Turku entdeckt wurde. 
Benannt ist Asteroid nach dem finnisch-kanadischen Astronomen Kimmo Innanen.